# Каффка, Сергей Петрович
Сергей Петрович Каффка (1869 — 7 мая 1929, Китайская республика) — российский гипполог, вице-президент Амурского общества поощрения коннозаводства в 1913—1916 годах, заведующий землеотводными и оброчными делами переселенческого района Амурского переселенческого управления в 1911—1913 годах.

## Биография
Службу начал в 1890 году.
С 1898 года служил заведующим партии по заготовлению переселенческих и запасных участков в Тобольской губернии, был членом Тобольского губернского музея с 1898 года (организатором переселенческих наделов), заведующим Амурской землеотводной партией с 1900 года
В июле 1899 года принимал участие в уральской экспедиции Д. И. Менделеева, предоставил материал для книги «Уральская железная промышленность в 1899 году».
Служил заведующим землеотводными и оброчными делами переселенческого района Амурского переселенческого управления и правления АКВ в 1911—1913 годах, заведующим работами по образованию переселенческих участков в Амурской области в 1919 году, затем эмиграция в Китай.
Являлся вице-президентом Амурского «Общества поощрения коннозаводства» в 1913—1916 годах, гласным городской думы Благовещенска в 1910—1916 годах, инспектором войсковых школ Амурского казачьего войска в 1913—1916 годах, членом областного статистического комитета в 1911—1913 годах, членом епархиального училищного совета, членом попечительного совета Алексеевской гимназии в 1913—1916 годах, председателем правления ссудо-сберегательной кассы чинов гражданского ведомства в 1916 года, выборщиком гласных в городскую думу на 1910—1914 годах по имущественному цензу, так как имел домовладения по улице Амурская дом 200 и по улице Северная, дом 102.
Умер 7 мая 1929 года.

## Награды и чины
За свои достижения был неоднократно отмечен:
- статский советник;
- 1913 — действительный статский советник;
- 16.05.1915 — орден Святого Владимира 3 степени;
- 01.07.1915 — почётный мировой судья Благовещенского окружного суда.

## Вклад в науку
Сергей Петрович был в Томском округе в 1890—1891 годах по поручению Министерства государственных имуществ и во время командировки в юго-западной части округа им были собраны этнографические материалы, в частности в селе Кривошеине Николаевской волости записаны свадебные и некоторые другие песни, несколько заговоров и коротко описан со слов местного крестьянина свадебный обряд, в деревне Рыбаловой той же Николаевской волости Сергей Петрович записал несколько свадебных песен и т. д.